# Хар'ю (Лаагрі)
Хар'ю (Лаагрі) (ест. Harju JK Laagri) — естонський футбольний клуб з Лаагрі, заснований в 2009 році.

## Історія
Футбольний клуб «Хар'ю» заснований 27 серпня 2009 року з метою розвитку дитячого футболу та співробітництво з іноземними академіями. У 2015 році основна команда клубу дебютувала в четвертій лізі чемпіонату Естонії.
У 2019 році головним тренером «Хар'ю» став португалець Віктора да Сілву з яким чотири роки поспіль клуб просувається до вищого дивізіону. Команда складається здебільшого з молодих гравців, зокрема один з них Карел Мустмаа підписав трирічний контракт із «Бенфікою», а Імре Картау перейшов до «Венеції». У 2022 році «Хар'ю» посів перше місце в Есіліізі та вперше в історії отримав підвищення до Мейстріліги.
Перший сезон в Мейстрілізі виявився для команди невдалим, за підсумками вони посіли останнє місце та вибули але вже через рік знову повернулись посівши перше місце в Есіліізі в 2024 році.

## Досягнення
Есілііга
- Чемпіон (2): 2022, 2024